# بییاترس
بییاتُرِس (به اسپانیایی: Villatorres) یکی از دهستان‌های استان خائن در کشور اسپانیا است. این شهر با مساحت ۷۲ کیلومتر مربع، ۴۴۶۷ تن جمعیت دارد.